# Jer-2
Jer-2 (ros. Ер-2) – radziecki samolot bombowy dalekiego zasięgu z okresu II wojny światowej

## Historia
Pod koniec 1938 roku w biurze konstrukcyjnym kierowanym przez Władimira Grigorewicza Jermołajewa rozpoczęto pracę nad samolotem bombowym dalekiego zasięgu, który oznaczono jako DB-240 (skrót od dalnyj bombardirowszczik (DB) i 240 od nr. biura). Jego konstrukcję oparto na samolocie pasażerskim Stal-7 skonstruowanym w 1937 roku przez włoskiego komunistę, mieszkającego w ZSRR – Roberta Bartiniego, którego zastępcą był właśnie W. Jermołajew.
Projekt tego nowego samolotu DB-240 został opracowany na początku 1939 roku, a już 29 lipca 1939 roku dowództwo lotnictwa ZSRR złożyło zamówienie na budowę dwóch prototypów tego samolotu. Różnił się od samolotu Stal-7 podwójnym usterzeniem oraz zamontowanemu uzbrojeniu w tym w wieżyczkach. Oblot pierwszego prototypu nastąpił w dniu 14 maja 1940 roku. Prototyp ten przeszedł wszechstronne badania w locie i ostatecznie w maju 1940 roku podjęto decyzję o skierowaniu go do produkcji seryjnej, przy czym w wersji produkcyjnej zastosowano mocniejsze silniki. Samoloty produkowane seryjnie otrzymały oficjalne oznaczenie Jer-2. Produkcja rozpoczęła się w kwietniu 1941 roku.
Już po podjęciu decyzji o skierowaniu samolotu Jer-2 do produkcji seryjnej prowadzono dalsze prace nad samolotem. Zmiany dotyczyły w zasadzie zastosowania nowych silników oraz uzbrojenia i tak powstawały kolejne wersje samolotu.
W 1944 roku podjęto decyzję o zbudowaniu zupełnie nowej wersji samolotu Jer-2 przeznaczonej do przewozu ważnych osobistości oraz zadań kurierskich. W ten sposób powstał samolot oznaczony jako Jer-2ON, którego prototyp oblatano 16 kwietnia 1945 roku. Następnie zbudowano krótką serię tych samolotów. Podlegał on również dalszym modyfikacjom, lecz ostatecznie w 1945 roku podjęto decyzję o zaniechaniu produkcji i dalszych prac nad samolotem Jer-2.
Łącznie w latach 1941–1945 zbudowano 430 samolotów Jer-2 wszystkich wersji a z prototypami około 470 szt.

## Wersje samolotu Jer-2
- DB-240 – prototyp, napęd: 2 × 12-cylindrowe silniki rzędowe Klimow M-105, uzbrojenie: 2 karabiny maszynowe SzKAS kal. 7,62 mm (ruchome – 1 w stanowisku strzeleckim w przodzie kadłuba i 1 w dolnym wychylanym stanowisku strzeleckim typu MW-2 w środkowej części kadłuba), 1 karabin maszynowy UBT kal. 12,7 mm (ruchomy – w obrotowej wysuwanej wieżyczce strzeleckiej typu TAT-BT na grzbiecie środkowej części kadłuba) oraz 1000 kg bomb. Wyprodukowano – 3 prototypy
- Jer-2 (M-105) – wersja seryjna, identyczna jak prototyp DB-240. Wyprodukowano – 71 sztuk
- Jer-2 (AM-35A) – prototyp, napęd: 2 × silniki rzędowe 12-cylindrowe w układzie V, chłodzone cieczą, Mikulin AM-35A o mocy 1350 KM (993 kW), uzbrojenie: jak DB-240. Wyprodukowano – 3 prototypy
- Jer-2 (AM-37) – prototyp, napęd: 2 × silniki rzędowe 12-cylindrowe w układzie V, chłodzone cieczą, Mikulin AM-37 o mocy 1400 KM (1030 kW), uzbrojenie: 3 karabiny maszynowe UBT kal. 12,7 mm (ruchome – 1 w stanowisku strzeleckim w przodzie kadłuba, 1 w dolnym stanowisku strzeleckim w środkowej części kadłuba i 1 w obrotowej wieżyczce strzeleckiej typu TAT-BT na grzbiecie środkowej części kadłuba) oraz bomby o masie maksymalnej do 3000 kg. Wyprodukowano – 4 sztuki
- Jer-2 (MB-100) – prototyp, napęd: 2 × silniki rzędowe 24-cylindrowe w układzie X, chłodzone cieczą Dobrotworskij MB-100 o mocy 2200 KM (1618 kW), uzbrojenie: 2 karabiny maszynowe UBT kal. 12,7 mm (ruchome – 1 w dolnym wychylanym stanowisku strzeleckim w środkowej części kadłuba i 1 w obrotowej wieżyczce strzeleckiej typu TAT-BT na grzbiecie środkowej części kadłuba), 1 karabin maszynowy SzKAS kal. 7,62 mm (ruchomy – na stanowisku strzeleckim w przodzie kadłuba) oraz bomby o masie maksymalnej do 3000 kg. Wyprodukowano – 1 sztukę
- Jer-2 (M-40F) – prototyp, napęd: 2 × silniki rzędowe wysokoprężne 12-cylindrowe w układzie V, chłodzone cieczą Czaromskij M-40F o 1500 KM (1103 kW), uzbrojenie: jak Jer-2 (MB-100). Wyprodukowano – 3 sztuki
- Jer-2 (M-30B) – prototyp, napęd: 2 × silniki rzędowe wysokoprężne 12-cylindrowe w układzie V, chłodzone cieczą Czaromskij ACz-30B (M-30B) o 1500 KM (1103 kW), uzbrojenie: 3 karabiny maszynowe UBT kal. 12,7 mm (ruchome – 1 na stanowisku strzeleckim w przodzie kadłuba, 1 na dolnym stanowisku strzeleckim w środkowej części kadłuba i 1 w obrotowej wieżyczce strzeleckiej typu TUM-2 na grzbiecie środkowej części kadłuba) oraz bomby o masie maksymalnej do 5000 kg. Wyprodukowano – 1 sztukę
- Jer-2 (ACz-30B) – seryjne, napęd: 2 × silniki rzędowe wysokoprężne w układzie V, chłodzone cieczą Czaromskij ACz-30B (M-30B) o mocy 1500 KM (1103 kW), uzbrojenie: 2 karabiny maszynowe UBT kal. 12,7 mm (ruchome – 1 na stanowisku strzeleckim typu NU-134 w przodzie kadłuba i 1 w dolnym stanowisku strzeleckim typu ŁU-MW-2B w środkowej części kadłuba), 1 działko SzWAK kal. 20 mm (ruchome – w obrotowej wieżyczce strzeleckiej typu TUM-5 na grzbiecie środkowej części kadłuba) oraz bomby o masie maksymalnej do 5000 kg. Wyprodukowano – 391 sztuk
- Jer-2ON – wersja specjalnego przeznaczenia do przewozu ważnych osób cywilnych i wojskowych, napęd: jak Jer-2 (ACz-30B), uzbrojenie: nie posiadał. Wyprodukowano – 3 sztuki
- Jer-2MM – zmodernizowana wersja Jer-2ON. Wyprodukowano – 3 sztuki

## Służba w lotnictwie
Samoloty Jer-2 zostały wprowadzone do lotnictwa radzieckiego w czerwcu 1941 roku. Uzbrojono w nie dwa pułki bombowe specjalnego przeznaczenia – 420 i 421. W początkowej fazie operacji „Barbarossa” samoloty te uczestniczyły w dalekich rajdach na cele na terytorium Niemiec i Polski. W nocy z 10 na 11 sierpnia 1941 roku uczestniczyły, razem z Pe-8, w nalocie radzieckiego lotnictwa na Berlin z lotniska Puszkin. Z powodu nieodpowiedniego lotniska, wystartowały tylko trzy samoloty Jer-2, które zrzuciły po 700 kg bomb, a dwa z nich stracono (jeden na skutek ataku własnych myśliwców). Brały też w udział w bombardowaniu Warszawy.
Później skierowano je do wsparcia wojsk lądowych na froncie. W czasie tych walk ponosiły one duże straty i ostatecznie w 1943 roku wycofano je z jednostek bojowych i skierowano do szkoły nawigatorów lotniczych w Czelabińsku.
Produkowane po 1943 roku samoloty Jer-2 były wykorzystywane do dokonywania nocnych zrzutów dla partyzantów na zapleczu frontów. Natomiast samoloty Jer-2ON były wykorzystywane do 1947 roku.

## Opis konstrukcji
Samolot Jer-2 to wolnonośny średniopłat o konstrukcji całkowicie metalowej, z podwójnym usterzeniem i chowanym podwoziem. Kadłub półskorupowy. Płat trójdzielny.
Napęd: dwa silniki rzędowe, śmigła metalowe trójłopatowe.

### Uzbrojenie
W wersji z silnikami M-105 w komorze bombowej można było przenosić do 12 bomb o masie 100 kg lub 4 bomby 250 kg lub 500 kg. Na dwóch zewnętrznych podwieszeniach pod kadłubem można było przenosić bomby o masie do 1000 kg. Maksymalny ładunek wynosił 4000 kg (2 × 1000 kg i 4 × 500 kg).
W wersji z silnikami ACz-30B w komorze bombowej można było przenosić do 20 bomb o masie 100 kg, 8 bomb 250 kg lub 4 bomby 500 kg. Na trzech zewnętrznych belkach pod kadłubem można było przenosić do 3 bomb o masie 1000 kg lub na centralnej belce o masie 2000 kg. Przy zasięgu 1000 km można było przenosić 5000 kg bomb, przy zasięgu 3000 km – 3000 kg bomb, a przy maksymalnym zasięgu 5250 km (z dodatkowym zbiornikiem w komorze bombowej) 1000 kg bomb.
Uzbrojenie obronne tej wersji obejmowało wkm 12,7 mm UBT w nosowym stanowisku NU-134 z zapasem 195 nabojów, drugi wkm UBT w dolnym stanowisku ŁU-MW-2B z zapasem 275 nabojów i działko 20 mm SzWAK w wieży grzbietowej TUM-5 z zapasem 200 nabojów.

## Dane lotno-techniczne niektórych wersji samolotuJer-2
| Wersja                     | DB-240 (M-105) (prototyp)                                                                  | Jer-2 (M-105) (seryjny)                                                                    | Jer-2 (MB-100) (prototyp)                                                                  | Jer-2 (M-30B) (prototyp)                             | Jer-2 (Acz-30B) (seryjny)                                                      | Jer-2ON                               |
| -------------------------- | ------------------------------------------------------------------------------------------ | ------------------------------------------------------------------------------------------ | ------------------------------------------------------------------------------------------ | ---------------------------------------------------- | ------------------------------------------------------------------------------ | ------------------------------------- |
| Silniki                    | 2 × Klimow M-105                                                                           | 2 × Klimow M-105                                                                           | 2 × Dobrotworskij MB-100                                                                   | 2 × Czaromskij M-30B                                 | 2 × Czaromskij ACz-30B                                                         | 2 × Czaromskij ACz-30B                |
| Moc (KM) (kW)              | 1100 (809)                                                                                 | 1100 (809)                                                                                 | 2200 (1618)                                                                                | 1500 (1103)                                          | 1500 (1103)                                                                    | 1500 (1103)                           |
| Rozpiętość (m)             | 21,65                                                                                      | 21,65                                                                                      | 21,68                                                                                      | 22,73                                                | 23,10                                                                          | 23,10                                 |
| Długość (m)                | 16,23                                                                                      | 16,23                                                                                      | 16,23                                                                                      | 16,59                                                | 16,65                                                                          | 16,34                                 |
| Wysokość (m)               | 4,82                                                                                       | 4,82                                                                                       | 4,82                                                                                       | -                                                    | -                                                                              | 5,20                                  |
| Powierzchnia nośna (m²)    | 72,10                                                                                      | 72,10                                                                                      | 72,10                                                                                      | 77,44                                                | 79,10                                                                          | 79,10                                 |
| Masa własna (kg)           | 7 076                                                                                      | 7 500                                                                                      | -                                                                                          | 10 360                                               | 10 820                                                                         | 10700                                 |
| Masa startowa (kg)         | 12 000 (normalna) 13 460 (maksymalna)                                                      | 12 520 (normalna) 14 150 (maksymalna)                                                      | 13 000 (normalna)                                                                          | 14 190 (normalna) 17 650 (maksymalna)                | 14 825 (normalna) 18 415 (maksymalna)                                          | 15 200 (normalna) 19 000 (maksymalna) |
| Prędkość maksymalna (km/h) | 445                                                                                        | 437                                                                                        | 475                                                                                        | 429                                                  | 405                                                                            | 435                                   |
| Prędkość wznoszenia (m/s)  | 5,0                                                                                        | 5,5                                                                                        | -                                                                                          | 2,9                                                  | 3,5                                                                            | -                                     |
| Pułap (m)                  | 7700                                                                                       | 7500                                                                                       | -                                                                                          | -                                                    | -                                                                              | 7500                                  |
| Zasięg (km)                | 4100                                                                                       | 3300                                                                                       | 1700                                                                                       | 5500                                                 | 5000                                                                           | 5000                                  |
| Uzbrojenie                 | 1000 kg bomb; 2 × karabin maszynowy SzKAS kal. 7,62 mm; karabin maszynowy UBT kal. 12,7 mm | 1000 kg bomb; 2 × karabin maszynowy SzKAS kal. 7,62 mm; karabin maszynowy UBT kal. 12,7 mm | 1000 kg bomb; karabin maszynowy SzKAS kal. 7,62 mm; 2 × karabin maszynowy UBT kal. 12,7 mm | 1000 kg bomb; 3 × karabin maszynowy UBT kal. 12,7 mm | 1000 kg bomb; 2 × karabin maszynowy UBT kal. 12,7 mm; działko SzWAK kal. 20 mm | nie uzbrojony                         |